# Francis Abbey
Francis Henry Abbey, né en 1874, est un marchand britannique.
Fils de Richard Abbey, il travaille avec John W. Hall, agent de commission, à Yokohama de 1885 à 1893, avec le marchand E. T. Mason de 1894 à 1901 et enfin pour F. W. Horne. Il épouse Florence Aimee Gunn le 26 mars 1898 à l'église de Yokohama. Leur fils Tom Cecil Abbey  épouse Muriel Evelyn Worth, la fille de Francis Worth et de Lilian Worth